# Gora Košnička
Gora Košnička est un village de la municipalité de Desinić (comitat de Krapina-Zagorje) en Croatie. Au recensement de 2011, le village comptait 100 habitants.